# دراييفتسي
دراييفتسي (بالبلغارية: Драгиевци)‏ قرية تقع إدارياً ضمن مقاطعة غابروفو في بلغاريا. ويبلغ عدد سكانها 47 نسمة حسب تعداد 15 مارس 2015. تعتمد دراييفتسي للبريد على الرمز البريدي 5332.